# Orthotylus molliculus
Orthotylus molliculus är en insektsart som beskrevs av Van Duzee 1916. Orthotylus molliculus ingår i släktet Orthotylus och familjen ängsskinnbaggar. Inga underarter finns listade i Catalogue of Life.